# サン・アントニオ・ローズ (アルバム)
『サン・アントニオ・ローズ』は、斎藤チヤ子のアルバム。1962年8月に東芝音楽工業からリリースされた。バックはウェスターン・オールスターズで、原田実とワゴン・エース、スウィング・ウエスト、ザ・スパイダースからの混成メンバーである。

## 収録曲
Side 1
1. サン・アントニオ・ローズ - San Antonio Rose
2. ハーフ・アズ・マッチ - Half As Much
3. カンサス・シティ - Kansas City
4. ウォーク・オン・バイ - Walk On By

Side 2
1. ホンキイ・トンク・エンジェル - Honky Tonk Angel
2. コールド・コールド・ハート - Cold Cold Heart
3. 失恋の海 - Sea Of Heartbreak
4. ミーン・ミーン・マン - Mean, Mean Man

## パーソネル
- 斎藤チヤ子（歌）
- 原田実（スチール・ギター）*原田実とワゴン・エース
- 藤本精一（フィドル）*原田実とワゴン・エース
- 原田良一（エレキ・ギター）*スイング・ウェスト
- 横溝八郎（エレキ・ギター）*スイング・ウェスト
- 岸本圭司（サイド・ギター）*スイング・ウェスト
- 新井利昌（ピアノ）*スイング・ウェスト
- 植田嘉靖（ベース）*スイング・ウェスト
- 田辺昭知（ドラム）*ザ・スパイダース